# 叶夫根尼·佳热利尼科夫
叶夫根尼·米哈伊洛维奇·佳热利尼科夫（俄语：Евгений Михайлович Тяжельников，1928年1月7日—2020年12月15日），前苏联政治人物。曾任共青团中央第一书记。

## 生平
1928年1月7日生于车里雅宾斯克地区上萨纳尔卡村。1943年加入共青团。1950年本科毕业于车里雅宾斯克国立师范学院。1951年加入苏联共产党。1956年母校马克思列宁主义专业研究生毕业。1960年完成答辩，获得历史科学副博士学位。
1961年至1964年，担任车里雅宾斯克国立师范学院校长。1964年至1968年，担任苏联共产党车里雅宾斯克州委负责意识形态的书记。1968年至1977年，担任苏联共青团中央委员会第一书记。1977年至1982年，担任苏共中央宣传部部长。1982年安德罗波夫上任总书记后，被任命为苏联驻罗马尼亚特命全权大使。1989年羅馬尼亞革命后被解除职务。此后退休。
2018年10月，因为积极参与社会活动，对青少年爱国主义教育做出巨大贡献，而被授予四级祖国功勋勋章。
2020年12月15日逝世。